# 網点

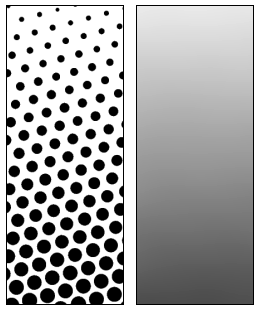
左: 網点。右:十分な距離から見ると、網点とこの図は区別できない。

網点（あみてん）またはハーフトーン（英: Halftone）とは、グレイスケールやカラーの画像を限られた色数（例えば、白い紙上の黒い点など）の小さな点のパターンで表すことで印刷可能にしたものである。印刷は紙の上の各点について、インクを置くか、紙をそのままにしておくかという二値状態で情報を表す。つまり、基本的には二値画像だけが印刷可能である。しかし、網点技法により、連続した色調の画像を再現することが可能で、グレイやカラーの様々な陰影の画像を印刷できる。グレイ階調の網点では基本的に白い背景の上に黒い小さな点のパターンを並べる。十分な距離からこれを見ると、点が非常に小さいため、人間の眼ではその点を識別できず、灰色であるかのように見え、黒い点と白い背景の面積の割合によってその部分の明るさが決まる。例えば、多数の黒い点や大きめの黒い点がある場合、暗い灰色に見え、黒い点が少ない場合や小さめの点だった場合には明るい灰色に見える。

CMYK分離の色網点の例。左から、シアン、マゼンタ、イエロー、ブラック、それらの合成、人間の眼から見てどう見えることを期待しているかを示す。

カラー印刷では、限定された色数のインクを使うことが多い。例えば、よく使われるのは、シアン、マゼンタ、イエロー（黄色）、ブラック（黒）という色のセット（CMYK）である。色網点では、これらの各色のインクについて網点のパターンを生成する。そして、それらパターンを重ね合わせることで、各色の割合に応じた色調が（人間の眼から見て）表現される。
印刷技術によっては、二値出力だけでなく、多段階の出力が可能なものもある。つまり、印刷機（プリンタ）によってはインクやトナーを中間的な強さで置くことができる。しかし、このような機能は段階数に制限があり、あまり信頼できない。従って、高品質な画像の印刷には今でも網点技術は有用である。
尚、現在においては、網点の様に規則的な点による中間色表現以外に、インクジェットプリンタでの印刷や一部の高品位印刷において、FMスクリーニングを用いての中間色表現が用いられる事がある。この様なFMスクリーニングによる中間色表現に対し、網点による中間色表現をAMスクリーニングと呼ぶ事もある。

## 網点印刷

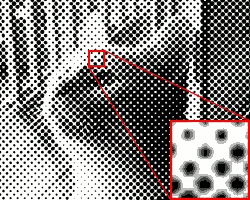
モノクロ網点、45°スクリーン

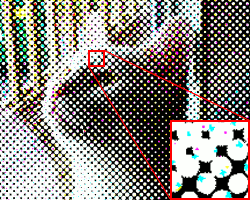
同じ写真のカラー/CMYK網点

### 網点スクリーンの解像度
網点スクリーンの解像度は スクリーン線数(lpi)で表される。これは１インチ当たりのドットで描かれる線の数であり、同時にスクリーンの角度が添えられる。スクリーン線数をスクリーン・ルーリング（screen ruling）とも呼び、数値の後に lpi またはハッシュ記号をつけて記述する。例えば、150lpi や 150# である。
解像度が高ければ、細部まで再現可能である。しかし、解像度を高くするには高度な印刷品質を要し、さもなくばポスタライズに悩まされることになる（点同士がくっついてベタ塗り状態になること）。つまり、スクリーンの解像度は使用する印刷手法によって決まる。

### 複数スクリーンと色網点
異なるスクリーンを重ねたとき、境界が過度に強調されたり、モアレが生じたりといった好ましくない視覚効果が生じることがある。これらの問題は、重ね合わせるスクリーンを互いに回転させることで解消できることがある。このようなスクリーン角度（screen angle）も印刷でよく使われる尺度であり、9時の方向を起点とした時計回りの角度で表す。
網点はカラー印刷でもよく使われる。基本的な考え方は同じで、シアン、マゼンタ、イエロー、ブラックの基本の四色を適当な密度で印刷することで、特定の陰影を再現する。

CMYK網点スクリーン角度の例

カラー印刷では、モアレを目立たせないよう、各色のスクリーンのスクリーン角度の組み合わせが重要となる。一般に、シアンを15°、イエローを30°、ブラックを45°、マゼンタを75°とすることが多い(イエローは30°以外の場合もある）。

## デジタル網点
デジタル網点は写真網点の代替として、1970年代から使われ始めた。1980年代には、レーザー・タイプセッターやイメージセッターで網点が使われるようになった。単純なスキャナーやタイプセッターと異なり、イメージセッターはタイプ文字や写真や絵などのページ上のあらゆるオブジェクトを生成できる。初期の例としては、Linotype Linotronic 300 および 100 がある（1984年）。これには1985年に世界初の PostScript RIP が提供された。
1970年代後半ごろから登場した初期のレーザープリンタも網点を生成可能であったが、その基本解像度は 300dpi であったため、スクリーン・ルーリングでは約 65lpi 程度であった。その後、600dpi 程度にまで改善され、ディザ技法も導入されるようになった。

デジタル網版では、個々の画素またはピクセルを表すのにビットマップを使ってインクを置く場所を決める。結果として、写真製版の網点をエミュレートするためには、同じサイズの網点に複数のピクセルを対応させなければならない。このため、写真製版と同程度の画質を得るには、ピクセルは極めて小さくなければならず、1インチあたり600から2540以上のピクセルが必要となる。